# Johannes Hoff Thorup
Johannes Hoff Thorup (* 19. Februar 1989) ist ein dänischer Fußballtrainer. 

## Trainerlaufbahn
Johannes Hoff Thorup war beim FC Nordsjælland Co-Trainer, bevor er am 7. Januar 2023 seinen Vorgesetzten Flemming Pedersen als Cheftrainer ablöste.
Am 1. Juli 2024 wurde er als Nachfolger von David Wagner Cheftrainer von Norwich City. Im April wurde er entlassen.